# Jonathan Schächter
Jonathan „Jontsch“ Schächter (* 1. März 1982 in Zürich) ist ein Schweizer Radio- und Fernsehmoderator. In der Schweiz wurde er als Radiomoderator der Show Energy Downtown des Senders Energy Zürich bekannt.

## Leben
Bereits im Alter von 13 Jahren moderierte Jonathan Schächter seine erste Radiosendung bei Radio LoRa. Es folgten Engagements als Sportreporter bei Radio UniSpital und Radio Zürisee. Erste Erfahrungen vor der Kamera sammelte er bei der Jugendsendung VideoGang auf den Schweizer Sendern TeleZüri und Tele24. Im Herbst 2001 begann Schächter ein Studium der Soziologie an der Yeshiva University in New York. Noch während seiner Zeit in New York gründete er die Radio- und TV-Produktionsfirma Provoke!Productions, mit der er u. a. die Sendung Trash TV für TeleZüri produzierte.
Nach seinem Studium zog er im Herbst 2004 zurück nach Zürich, wo er im Winter 2004 ein Praktikum als Moderator bei Energy Zürich machte. Im Jahr 2006 wechselte er zum deutschen Radiosender bigFM, wo er ein Jahr lang die Vormittagssendung JobConnection mit Jontsch moderierte. 2007 nahm er ein Angebot seines alten Senders Energy Zürich an, eine von ihm selbst konzipierte Abendshow zu moderieren. Dort moderierte er bis 2012 die Sendung Energy Downtown. Es folgten weitere Aufgaben im Fernsehen, wie zum Beispiel Moderationen der Energy Stars For Free und der Swiss Music Awards bei ProSieben Schweiz oder der Street Parade bei 3+.
Nach einer zweimonatigen Auszeit entschied er sich 2012, Energy Zürich zu verlassen und zu Radio 24 zu wechseln. Das Konzept für seine Abig-Show, die er täglich von 15 bis 19 Uhr moderierte, entwickelte er ebenfalls selbst. Ende Juni 2016 verliess Jontsch Radio 24  Er moderierte weiterhin zusätzlich Gala- und Eventveranstaltungen wie die Swiss Nightlife Awards, die Swiss Fashion Awards oder die STV Gala.
Ab 2013 war Schächter auch im deutschen Fernsehen zu sehen. Hier moderierte er die Show Wer’s bringt, gewinnt auf dem Digitalsender EinsPlus. Deren erste Staffel wurde im Sommer 2013 ausgestrahlt, eine zweite Staffel folgte im März 2014.
Von August 2016 bis September 2017 moderierte er zusammen mit Anneta Politi die SWR3-Morningshow, im Zwei-Wochen-Rhythmus alternierend mit Sascha Zeus und Michael Wirbitzky. Im August 2017 wurde bekannt, dass Schächter zu Energy Zürich zurückkehrt und dort abwechselnd mit Roman Kilchsperger die Sendung Energy Mein Morgen moderiert. Ende Juli 2020 moderierte Schächter das letzte Mal Energy Mein Morgen. Seit 2021 ist Jonathan Schächter als Berater der Moderation bei Radio Top tätig.
Nach mehreren Jahren des Ausbleibens von Aktivitäten in der Öffentlichkeit meldete sich Schächter Ende Mai 2025 mit seinem persönlichen Account sowie mit einem speziell dafür vorgesehenen Account in verschiedenen, dem Zeitgeist der Bekanntmachung entsprechenden sozialen Medien zurück. Dabei kommunizierte Schächter, dass der zwischenzeitliche Rückzug aus der Öffentlichkeit aus Gründen von körperlichem und psychischem Leiden geschah und gab zeitgleich bekannt, dass er einen wöchentlichen Podcast lanciere, welcher den Namen „Spaghetti mit Ketchup und Käse“ (laut eigenen Aussagen Schächters nach eine Referenz auf seine Leibspeise) trägt. Das Konzept besteht aus einem Interviewformat, in welchem Schächter mit verschiedenen Personen des öffentlichen Lebens, vorwiegend über Ereignisse in der jeweiligen Biografie spricht und auch seine eigene Lebensgeschichte, spezifisch den kürzlich vergangenen Jahren und den damit verbundenen Schicksalschläge, thematisiert. Erster Gast war der Schweizer Radiomoderator Christian Handelsmann.

## Moderationen

### Fernsehen
- 2002–2003: Trash TV (TeleZüri)
- 2008–2011: Energy Stars For Free (ProSieben Schweiz)
- 2008: Street Parade TV (3+)
- 2010: Fashion Days Model Challenge (ProSieben Schweiz)
- 2011: Schweizer Illustrierte Gala (Sat.1 Schweiz)
- 2011: Tour de Suisse TV Magazin (Tour de Suisse)
- 2013–2014: Wer’s bringt, gewinnt (EinsPlus)

### Radio
- 1995–2001: Radio LoRa
- 2004–2006: Morgenshow (Energy Zürich)
- 2006–2007: JobConnection mit Jontsch (bigFM)
- 2007–2012: Energy Downtown (Energy Zürich)
- 2012–2016: Abig-Show (Radio 24)
- 2016–2017: Morningshow (SWR3)
- 2017–2020: Energy Mein Morgen (Energy Zürich)
- Seit 2021: Berater bei Radio Top

Podcasts
- Seit 2025: Spaghetti mit Ketchup und Chäs

### Galas/Events
- 2010: Best Of Swiss Gastro Award Night
- 2011–2012: Energy Fashion Night
- 2011: Swiss Music Awards
- 2012: STV Gala
- 2013: Swiss Nightlife Awards